# Schoutenia cornerii
Schoutenia cornerii là một loài thực vật thuộc họ Tiliaceae. Đây là loài đặc hữu của Malaysia.